# Torneo Apertura 2023 (Colombia)
El Torneo Apertura 2023 (conocido como Liga BetPlay Dimayor 2023-I por motivos de patrocinio), fue la nonagésima sexta (96.a) edición de la Categoría Primera A del fútbol profesional colombiano, siendo el primer torneo de la temporada 2023. Este inició el 24 de enero y culminó el 24 de junio de 2023.
Millonarios ganó su decimosexto título de liga en este torneo, derrotando en la final al Atlético Nacional 3:2 por tiros desde el punto penal luego de empatar 0:0 en el partido de ida en Medellín y 1:1 en el partido de vuelta jugado en Bogotá.

## Sistema de juego
El sistema de juego para el Torneo Apertura 2023 se estableció el 14 de diciembre de 2022 en asamblea extraordinaria de la Dimayor, en la cual se decidió mantener el formato de competencia utilizado en la temporada anterior. El torneo se jugó en un sistema de tres fases: en la primera los equipos jugaron 20 fechas todos contra todos, con una fecha de clásicos. Los ocho primeros equipos de la tabla de posiciones al final de las 20 jornadas clasificaron a la siguiente fase (Cuadrangulares semifinales) que consistió en dos grupos de cuatro equipos en los que se disputaron seis fechas de ida y vuelta. Los equipos ganadores de cada cuadrangular clasificaron a la final con partidos de ida y vuelta para definir el campeón del torneo que clasificó a la Copa Libertadores y la Superliga de 2024.

## Equipos participantes

### Relevo anual de clubes
| Ascendidos a la Primera A                                              |
| ---------------------------------------------------------------------- |
| Boyacá Chicó (Campeón de la Primera B 2022)                            |
| Atlético Huila (Ganador del repechaje de ascenso de la Primera B 2022) |

| Descendidos a la Primera B                                  |
| ----------------------------------------------------------- |
| Cortuluá (Peor promedio acumulado en la Primera A)          |
| Patriotas (Segundo peor promedio acumulado en la Primera A) |

### Datos de los clubes
| Equipo                 | Entrenador           | Ciudad          | Estadio                        | Aforo  |
| ---------------------- | -------------------- | --------------- | ------------------------------ | ------ |
| Águilas Doradas        | Lucas González       | Rionegro        | Alberto Grisales               | 14 000 |
| Alianza Petrolera      | Hubert Bodhert       | Barrancabermeja | Daniel Villa Zapata            | 10 400 |
| América de Cali        | Alexandre Guimarães  | Cali            | Olímpico Pascual Guerrero      | 35 400 |
| Atlético Bucaramanga   | Alexis Márquez       | Bucaramanga     | Alfonso López                  | 25 000 |
| Atlético Huila         | Néstor Craviotto     | Neiva           | Guillermo Plazas Alcid         | 2500   |
| Atlético Nacional      | Paulo Autuori        | Medellín        | Atanasio Girardot              | 40 940 |
| Boyacá Chicó           | Mario García         | Tunja           | La Independencia               | 20 630 |
| Deportes Tolima        | Juan Cruz Real       | Ibagué          | Manuel Murillo Toro            | 28 100 |
| Deportivo Cali         | Jorge Luis Pinto     | Palmira         | Deportivo Cali                 | 42 000 |
| Deportivo Pasto        | Flabio Torres        | Pasto           | Departamental Libertad         | 18 000 |
| Deportivo Pereira      | Alejandro Restrepo   | Pereira         | Hernán Ramírez Villegas        | 30 290 |
| Envigado F. C.         | Alberto Suárez       | Envigado        | Polideportivo Sur              | 14 000 |
| Independiente Medellín | Sebastián Botero (E) | Medellín        | Atanasio Girardot              | 40 940 |
| Jaguares               | Carlos Restrepo      | Montería        | Jaraguay                       | 12 000 |
| Junior                 | Hernán Darío Gómez   | Barranquilla    | Metropolitano Roberto Meléndez | 46 690 |
| La Equidad             | Alexis García        | Bogotá          | Metropolitano de Techo         | 10 000 |
| Millonarios            | Alberto Gamero       | Bogotá          | Nemesio Camacho El Campín      | 36 340 |
| Once Caldas            | Pedro Sarmiento      | Manizales       | Palogrande                     | 28 678 |
| Santa Fe               | Gerardo Bedoya (E)   | Bogotá          | Nemesio Camacho El Campín      | 36 340 |
| Unión Magdalena        | Claudio Rodríguez    | Santa Marta     | Sierra Nevada                  | 16 120 |

#### Cambio de entrenadores
| Equipo                 | Entrenador saliente | Fecha de salida        | Reemplazado por      | Fecha de llegada        |
| Pretemporada           | Pretemporada        | Pretemporada           | Pretemporada         | Pretemporada            |
| ---------------------- | ------------------- | ---------------------- | -------------------- | ----------------------- |
| Atlético Bucaramanga   | Jorge Ramoa (E)     | 30 de octubre de 2022  | Raúl Armando         | 5 de diciembre de 2022  |
| Jaguares               | Alexis Márquez      | 1 de noviembre de 2022 | Carlos Restrepo      | 16 de noviembre de 2022 |
| Santa Fe               | Alfredo Arias       | 6 de diciembre de 2022 | Harold Rivera        | 23 de diciembre de 2022 |
| Águilas Doradas        | Leonel Álvarez      | 8 de diciembre de 2022 | Lucas González       | 30 de diciembre de 2022 |
| Temporada              |                     |                        |                      |                         |
| Once Caldas            | Diego Corredor      | 13 de febrero de 2023  | Elkin Soto (E)       | 13 de febrero de 2023   |
| Once Caldas            | Elkin Soto (E)      | 5 de marzo de 2023     | Pedro Sarmiento      | 5 de marzo de 2023      |
| Junior                 | Arturo Reyes        | 14 de marzo de 2023    | Hernán Darío Gómez   | 15 de marzo de 2023     |
| Atlético Bucaramanga   | Raúl Armando        | 1 de abril de 2023     | Alexis Márquez       | 3 de abril de 2023      |
| Deportes Tolima        | Hernán Torres       | 24 de abril de 2023    | Carlos Castro (E)    | 24 de abril de 2023     |
| Deportes Tolima        | Carlos Castro (E)   | 29 de abril de 2023    | Juan Cruz Real       | 28 de abril de 2023     |
| Independiente Medellín | David González      | 8 de mayo de 2023      | Sebastián Botero (E) | 9 de mayo de 2023       |
| Santa Fe               | Harold Rivera       | 11 de mayo de 2023     | Gerardo Bedoya (E)   | 12 de mayo de 2023      |

### Localización
| Antioquia       | 4 | Águilas Doradas, Atlético Nacional, Envigado F. C. e Independiente Medellín | Junior Unión Jaguares Bucaramanga Alianza Medellín Envigado Águilas Doradas Chicó Caldas Pereira Bogotá · Tolima Huila Cali América Pasto Equipos de Bogotá: · La Equidad · Millonarios · Santa Fe Equipos de Medellín: · Atlético Nacional · Independiente Medellín |
| Bogotá, D. C.   | 3 | La Equidad, Millonarios y Santa Fe                                          | Junior Unión Jaguares Bucaramanga Alianza Medellín Envigado Águilas Doradas Chicó Caldas Pereira Bogotá · Tolima Huila Cali América Pasto Equipos de Bogotá: · La Equidad · Millonarios · Santa Fe Equipos de Medellín: · Atlético Nacional · Independiente Medellín |
| Valle del Cauca | 2 | América de Cali y Deportivo Cali                                            | Junior Unión Jaguares Bucaramanga Alianza Medellín Envigado Águilas Doradas Chicó Caldas Pereira Bogotá · Tolima Huila Cali América Pasto Equipos de Bogotá: · La Equidad · Millonarios · Santa Fe Equipos de Medellín: · Atlético Nacional · Independiente Medellín |
| Santander       | 2 | Alianza Petrolera y Atlético Bucaramanga                                    | Junior Unión Jaguares Bucaramanga Alianza Medellín Envigado Águilas Doradas Chicó Caldas Pereira Bogotá · Tolima Huila Cali América Pasto Equipos de Bogotá: · La Equidad · Millonarios · Santa Fe Equipos de Medellín: · Atlético Nacional · Independiente Medellín |
| Atlántico       | 1 | Junior                                                                      | Junior Unión Jaguares Bucaramanga Alianza Medellín Envigado Águilas Doradas Chicó Caldas Pereira Bogotá · Tolima Huila Cali América Pasto Equipos de Bogotá: · La Equidad · Millonarios · Santa Fe Equipos de Medellín: · Atlético Nacional · Independiente Medellín |
| Boyacá          | 1 | Boyacá Chicó                                                                | Junior Unión Jaguares Bucaramanga Alianza Medellín Envigado Águilas Doradas Chicó Caldas Pereira Bogotá · Tolima Huila Cali América Pasto Equipos de Bogotá: · La Equidad · Millonarios · Santa Fe Equipos de Medellín: · Atlético Nacional · Independiente Medellín |
| Caldas          | 1 | Once Caldas                                                                 | Junior Unión Jaguares Bucaramanga Alianza Medellín Envigado Águilas Doradas Chicó Caldas Pereira Bogotá · Tolima Huila Cali América Pasto Equipos de Bogotá: · La Equidad · Millonarios · Santa Fe Equipos de Medellín: · Atlético Nacional · Independiente Medellín |
| Córdoba         | 1 | Jaguares                                                                    | Junior Unión Jaguares Bucaramanga Alianza Medellín Envigado Águilas Doradas Chicó Caldas Pereira Bogotá · Tolima Huila Cali América Pasto Equipos de Bogotá: · La Equidad · Millonarios · Santa Fe Equipos de Medellín: · Atlético Nacional · Independiente Medellín |
| Huila           | 1 | Atlético Huila                                                              | Junior Unión Jaguares Bucaramanga Alianza Medellín Envigado Águilas Doradas Chicó Caldas Pereira Bogotá · Tolima Huila Cali América Pasto Equipos de Bogotá: · La Equidad · Millonarios · Santa Fe Equipos de Medellín: · Atlético Nacional · Independiente Medellín |
| Magdalena       | 1 | Unión Magdalena                                                             | Junior Unión Jaguares Bucaramanga Alianza Medellín Envigado Águilas Doradas Chicó Caldas Pereira Bogotá · Tolima Huila Cali América Pasto Equipos de Bogotá: · La Equidad · Millonarios · Santa Fe Equipos de Medellín: · Atlético Nacional · Independiente Medellín |
| Nariño          | 1 | Deportivo Pasto                                                             | Junior Unión Jaguares Bucaramanga Alianza Medellín Envigado Águilas Doradas Chicó Caldas Pereira Bogotá · Tolima Huila Cali América Pasto Equipos de Bogotá: · La Equidad · Millonarios · Santa Fe Equipos de Medellín: · Atlético Nacional · Independiente Medellín |
| Risaralda       | 1 | Deportivo Pereira                                                           | Junior Unión Jaguares Bucaramanga Alianza Medellín Envigado Águilas Doradas Chicó Caldas Pereira Bogotá · Tolima Huila Cali América Pasto Equipos de Bogotá: · La Equidad · Millonarios · Santa Fe Equipos de Medellín: · Atlético Nacional · Independiente Medellín |
| Tolima          | 1 | Deportes Tolima                                                             | Junior Unión Jaguares Bucaramanga Alianza Medellín Envigado Águilas Doradas Chicó Caldas Pereira Bogotá · Tolima Huila Cali América Pasto Equipos de Bogotá: · La Equidad · Millonarios · Santa Fe Equipos de Medellín: · Atlético Nacional · Independiente Medellín |

## Todos contra todos

### Clasificación
| Pos. | Equipo                 | Pts. | PJ | G  | E  | P  | GF | GC | Dif. | Clasificación               |
| ---- | ---------------------- | ---- | -- | -- | -- | -- | -- | -- | ---- | --------------------------- |
| 1    | Águilas Doradas        | 39   | 20 | 11 | 6  | 3  | 32 | 21 | +11  | Cuadrangulares semifinales. |
| 2    | Millonarios            | 38   | 20 | 10 | 8  | 2  | 30 | 18 | +12  | Cuadrangulares semifinales. |
| 3    | Atlético Nacional      | 35   | 20 | 9  | 8  | 3  | 26 | 14 | +12  | Cuadrangulares semifinales. |
| 4    | América de Cali        | 32   | 20 | 9  | 5  | 6  | 32 | 23 | +9   | Cuadrangulares semifinales. |
| 5    | Boyacá Chicó           | 30   | 20 | 7  | 9  | 4  | 24 | 18 | +6   | Cuadrangulares semifinales. |
| 6    | Alianza Petrolera      | 30   | 20 | 9  | 3  | 8  | 27 | 22 | +5   | Cuadrangulares semifinales. |
| 7    | Independiente Medellín | 29   | 20 | 8  | 5  | 7  | 29 | 24 | +5   | Cuadrangulares semifinales. |
| 8    | Deportivo Pasto        | 29   | 20 | 8  | 5  | 7  | 22 | 21 | +1   | Cuadrangulares semifinales. |
| 9    | Junior                 | 28   | 20 | 7  | 7  | 6  | 17 | 17 | 0    |                             |
| 10   | Santa Fe               | 26   | 20 | 7  | 5  | 8  | 29 | 25 | +4   |                             |
| 11   | La Equidad             | 26   | 20 | 5  | 11 | 4  | 20 | 17 | +3   |                             |
| 12   | Deportivo Pereira      | 25   | 20 | 6  | 7  | 7  | 24 | 25 | −1   |                             |
| 13   | Deportes Tolima        | 24   | 20 | 5  | 9  | 6  | 23 | 26 | −3   |                             |
| 14   | Deportivo Cali         | 23   | 20 | 5  | 8  | 7  | 20 | 26 | −6   |                             |
| 15   | Atlético Bucaramanga   | 20   | 20 | 4  | 8  | 8  | 15 | 21 | −6   |                             |
| 16   | Envigado F. C.         | 20   | 20 | 4  | 8  | 8  | 14 | 20 | −6   |                             |
| 17   | Once Caldas            | 20   | 20 | 4  | 8  | 8  | 17 | 24 | −7   |                             |
| 18   | Jaguares               | 19   | 20 | 4  | 7  | 9  | 16 | 26 | −10  |                             |
| 19   | Unión Magdalena        | 19   | 20 | 3  | 10 | 7  | 16 | 30 | −14  |                             |
| 20   | Atlético Huila         | 18   | 20 | 5  | 3  | 12 | 20 | 35 | −15  |                             |

 Fuente: Dimayor

#### Evolución de la clasificación
| Equipo                 | Jornada | Jornada | Jornada | Jornada | Jornada | Jornada | Jornada | Jornada | Jornada | Jornada | Jornada | Jornada | Jornada | Jornada | Jornada | Jornada | Jornada | Jornada | Jornada | Jornada |
| Equipo                 | 1       | 2       | 3       | 4       | 5       | 6       | 7       | 8       | 9       | 10      | 11      | 12      | 13      | 14      | 15      | 16      | 17      | 18      | 19      | 20      |
| ---------------------- | ------- | ------- | ------- | ------- | ------- | ------- | ------- | ------- | ------- | ------- | ------- | ------- | ------- | ------- | ------- | ------- | ------- | ------- | ------- | ------- |
| Águilas Doradas        | 8       | 10      | 4       | 2       | 3       | 2       | 3       | 1       | 4       | 3       | 4       | 2       | 2       | 1       | 1       | 1       | 1       | 2       | 2       | 1       |
| Millonarios            | 16      | 6       | 9       | 10      | 6       | 9       | 7       | 7       | 7       | 4       | 1       | 1       | 1       | 2       | 2       | 2       | 2       | 1       | 1       | 2       |
| Atlético Nacional      | 4       | 4       | 6       | 7       | 9       | 4       | 2       | 4       | 3       | 5       | 5       | 5       | 7       | 8       | 9       | 7       | 6       | 3       | 3       | 3       |
| América de Cali        | 17      | 5       | 2       | 4       | 1       | 1       | 1       | 3       | 2       | 2       | 2       | 3       | 4       | 5       | 4       | 4       | 3       | 4       | 4       | 4       |
| Boyacá Chicó           | 1       | 1       | 3       | 1       | 2       | 3       | 4       | 2       | 1       | 1       | 3       | 4       | 3       | 4       | 3       | 3       | 4       | 5       | 6       | 5       |
| Alianza Petrolera      | 20      | 20      | 19      | 12      | 15      | 19      | 19      | 6       | 8       | 7       | 9       | 7       | 5       | 3       | 5       | 5       | 5       | 6       | 5       | 6       |
| Independiente Medellín | 14      | 12      | 13      | 17      | 18      | 17      | 10      | 14      | 9       | 11      | 11      | 13      | 10      | 7       | 10      | 8       | 10      | 11      | 8       | 7       |
| Deportivo Pasto        | 12      | 17      | 18      | 11      | 7       | 7       | 12      | 9       | 6       | 6       | 6       | 8       | 6       | 6       | 6       | 6       | 9       | 7       | 9       | 8       |
| Junior                 | 7       | 8       | 14      | 13      | 17      | 12      | 15      | 20      | 19      | 19      | 15      | 10      | 13      | 10      | 7       | 9       | 7       | 8       | 11      | 9       |
| Santa Fe               | 5       | 11      | 12      | 18      | 13      | 11      | 17      | 12      | 11      | 8       | 7       | 9       | 11      | 11      | 8       | 10      | 8       | 9       | 7       | 10      |
| La Equidad             | 15      | 13      | 16      | 15      | 10      | 15      | 14      | 19      | 18      | 18      | 19      | 19      | 15      | 15      | 13      | 13      | 11      | 10      | 10      | 11      |
| Deportivo Pereira      | 13      | 18      | 10      | 14      | 8       | 13      | 6       | 10      | 14      | 13      | 14      | 15      | 12      | 12      | 14      | 14      | 15      | 13      | 13      | 12      |
| Deportes Tolima        | 2       | 2       | 7       | 9       | 12      | 16      | 16      | 13      | 12      | 9       | 8       | 6       | 8       | 9       | 12      | 12      | 13      | 12      | 12      | 13      |
| Deportivo Cali         | 11      | 16      | 17      | 16      | 16      | 10      | 18      | 16      | 20      | 20      | 20      | 20      | 20      | 19      | 16      | 15      | 17      | 14      | 14      | 14      |
| Atlético Bucaramanga   | 9       | 3       | 1       | 3       | 4       | 5       | 9       | 8       | 10      | 12      | 16      | 17      | 18      | 18      | 19      | 19      | 19      | 18      | 19      | 15      |
| Envigado F. C.         | 10      | 9       | 11      | 5       | 5       | 8       | 5       | 5       | 5       | 10      | 10      | 11      | 9       | 13      | 11      | 11      | 12      | 15      | 15      | 16      |
| Once Caldas            | 19      | 15      | 15      | 19      | 19      | 18      | 11      | 15      | 16      | 16      | 18      | 18      | 19      | 20      | 20      | 20      | 20      | 20      | 20      | 17      |
| Jaguares               | 6       | 14      | 5       | 6       | 11      | 6       | 8       | 11      | 15      | 15      | 17      | 12      | 16      | 16      | 17      | 16      | 14      | 16      | 16      | 18      |
| Unión Magdalena        | 3       | 7       | 8       | 8       | 14      | 14      | 13      | 17      | 17      | 17      | 13      | 14      | 17      | 17      | 18      | 18      | 18      | 19      | 17      | 19      |
| Atlético Huila         | 18      | 19      | 20      | 20      | 20      | 20      | 20      | 18      | 13      | 14      | 12      | 16      | 14      | 14      | 15      | 17      | 16      | 17      | 18      | 20      |

1. 1 2  El partido Millonarios vs. Deportivo Pasto por la primera (1ª) fecha fue aplazado y se jugó el 22 de marzo, días antes de la disputa de la décima (10ª) fecha.
2. 1 2  El partido Millonarios vs. Alianza Petrolera por la tercera (3ª) fecha fue aplazado y se jugó el 10 de mayo, días antes de la disputa de la decimonovena (19ª) fecha.
3. 1 2  El partido Deportes Tolima vs. Millonarios por la cuarta (4ª) fecha fue suspendido y se jugó el 29 de marzo, días antes de la disputa de la undécima (11ª) fecha.
4. 1 2  El partido Millonarios vs. Envigado F. C. por la decimocuarta (14ª) fecha fue aplazado y se jugó el 4 de mayo, días antes de la disputa de la decimoctava (18ª) fecha.
5. 1 2  El partido Santa Fe vs. Atlético Nacional por la decimotercera (13ª) fecha fue aplazado y se jugó el 11 de mayo, días antes de la disputa de la decimonovena (19ª) fecha.
6. 1 2  El partido Atlético Nacional vs. América de Cali por la decimocuarta (14ª) fecha fue suspendido y se jugó el 4 de mayo, días antes de la disputa de la decimoctava (18ª) fecha.
7. 1 2  El partido América de Cali vs. Junior por la séptima (7ª) fecha fue aplazado y se jugó el 23 de marzo, días antes de la disputa de la décima (10ª) fecha.
8. 1 2  El partido Boyacá Chicó vs. América de Cali por la duodécima (12ª) fecha fue aplazado y se jugó el 19 de abril, días antes de la disputa de la decimoquinta (15ª) fecha.
9. 1 2  El partido La Equidad vs. Boyacá Chicó por la tercera (3ª) fecha fue aplazado y se jugó el 23 de marzo, días antes de la disputa de la décima (10ª) fecha.
10. 1 2  El partido Unión Magdalena vs. Boyacá Chicó por la quinta (5ª) fecha fue aplazado y se jugó el 10 de mayo, días antes de la disputa de la decimonovena (19ª) fecha.
11. 1 2  El partido Alianza Petrolera vs. Deportivo Pasto por la segunda (2ª) fecha fue aplazado y se jugó el 9 de marzo, días antes de la disputa de la octava (8ª) fecha.
12. 1 2  El partido La Equidad vs. Independiente Medellín por la primera (1ª) fecha fue aplazado y se jugó el 15 de febrero, días antes de la disputa de la quinta (5ª) fecha.
13. 1 2  El partido Independiente Medellín vs. Once Caldas por la decimoquinta (15ª) fecha fue aplazado y se jugó el 11 de mayo, días antes de la disputa de la decimonovena (19ª) fecha.
14. 1 2  El partido Santa Fe vs. Deportivo Cali por la segunda (2ª) fecha fue aplazado y se jugó el 22 de marzo, días antes de la disputa de la décima (10ª) fecha.
15. 1 2  El partido Deportivo Cali vs. Deportivo Pereira por la primera (1ª) fecha fue aplazado y se jugó el 1 de marzo, días antes de la disputa de la séptima (7ª) fecha.

### Resultados
- La hora de cada encuentro corresponde al huso horario que rige a Colombia (UTC-5)

Nota: Los horarios se definen la semana previa a cada jornada. Todos los partidos son transmitidos en vivo por Win Sports+. El canal Win Sports transmite 5 partidos en vivo por fecha.
| Atlético Bucaramanga | 0 : 0 | Envigado F. C.         | Alfonso López             | 24 de enero   | 20:00 | Win Sports+              |
| Unión Magdalena      | 2 : 1 | Atlético Huila         | Sierra Nevada             | 25 de enero   | 15:10 | Win Sports+ y Win Sports |
| Águilas Doradas      | 1 : 1 | Junior                 | Alberto Grisales          | 25 de enero   | 17:20 | Win Sports+              |
| Boyacá Chicó         | 2 : 0 | Alianza Petrolera      | La Independencia          | 26 de enero   | 16:00 | Win Sports+ y Win Sports |
| Deportes Tolima      | 2 : 1 | América de Cali        | Manuel Murillo Toro       | 26 de enero   | 18:10 | Win Sports+              |
| Atlético Nacional    | 1 : 0 | Once Caldas            | Atanasio Girardot         | 26 de enero   | 20:35 | Win Sports+              |
| Jaguares             | 2 : 2 | Santa Fe               | Jaraguay                  | 27 de enero   | 17:20 | Win Sports+ y Win Sports |
| La Equidad           | 2 : 1 | Independiente Medellín | Metropolitano de Techo    | 15 de febrero | 20:00 | Win Sports+              |
| Deportivo Cali       | 0 : 1 | Deportivo Pereira      | Deportivo Cali            | 1 de marzo    | 18:00 | Win Sports+              |
| Millonarios          | 2 : 0 | Deportivo Pasto        | Nemesio Camacho El Campín | 22 de marzo   | 20:00 | Win Sports+              |

| Envigado F. C.    | 1 : 1 | La Equidad             | Metropolitano Ciudad de Itagüí | 28 de enero | 15:10 | Win Sports+ y Win Sports |
| Atlético Huila    | 1 : 2 | Atlético Bucaramanga   | Guillermo Plazas Alcid         | 28 de enero | 17:20 | Win Sports+ y Win Sports |
| Atlético Nacional | 0 : 0 | Águilas Doradas        | Atanasio Girardot              | 29 de enero | 15:10 | Win Sports+              |
| Deportivo Pereira | 2 : 3 | Millonarios            | Hernán Ramírez Villegas        | 29 de enero | 17:20 | Win Sports+ y Win Sports |
| Junior            | 1 : 1 | Independiente Medellín | Metropolitano Roberto Meléndez | 29 de enero | 19:40 | Win Sports+              |
| Once Caldas       | 1 : 1 | Deportes Tolima        | Palogrande                     | 30 de enero | 20:10 | Win Sports+              |
| Boyacá Chicó      | 1 : 0 | Jaguares               | La Independencia               | 31 de enero | 16:00 | Win Sports+ y Win Sports |
| América de Cali   | 4 : 0 | Unión Magdalena        | Olímpico Pascual Guerrero      | 31 de enero | 18:10 | Win Sports+              |
| Alianza Petrolera | 3 : 1 | Deportivo Pasto        | Daniel Villa Zapata            | 9 de marzo  | 20:00 | Win Sports+ y Win Sports |
| Santa Fe          | 3 : 0 | Deportivo Cali         | Nemesio Camacho El Campín      | 22 de marzo | 10:15 | Win Sports+              |

| Deportivo Pereira      | 2 : 1 | Atlético Huila    | Hernán Ramírez Villegas   | 3 de febrero | 18:00 | Win Sports+              |
| Independiente Medellín | 1 : 1 | Santa Fe          | Atanasio Girardot         | 4 de febrero | 15:30 | Win Sports+              |
| Jaguares               | 2 : 1 | Atlético Nacional | Jaraguay                  | 4 de febrero | 17:45 | Win Sports+              |
| Deportivo Pasto        | 2 : 4 | América de Cali   | Departamental Libertad    | 4 de febrero | 20:00 | Win Sports+              |
| Deportivo Cali         | 0 : 0 | Once Caldas       | Deportivo Cali            | 5 de febrero | 15:15 | Win Sports+              |
| Atlético Bucaramanga   | 1 : 0 | Junior            | Alfonso López             | 5 de febrero | 17:30 | Win Sports+              |
| Unión Magdalena        | 1 : 1 | Envigado F. C.    | Sierra Nevada             | 5 de febrero | 19:45 | Win Sports+ y Win Sports |
| Águilas Doradas        | 4 : 2 | Deportes Tolima   | Alberto Grisales          | 6 de febrero | 18:00 | Win Sports+ y Win Sports |
| La Equidad             | 2 : 2 | Boyacá Chicó      | Metropolitano de Techo    | 23 de marzo  | 18:00 | Win Sports+ y Win Sports |
| Millonarios            | 3 : 1 | Alianza Petrolera | Nemesio Camacho El Campín | 10 de mayo   | 20:10 | Win Sports+              |

| Junior            | 0 : 0 | Unión Magdalena        | Metropolitano Roberto Meléndez | 9 de febrero  | 16:10 | Win Sports+              |
| Alianza Petrolera | 2 : 0 | Atlético Huila         | Daniel Villa Zapata            | 10 de febrero | 18:00 | Win Sports+              |
| Jaguares          | 1 : 1 | Atlético Bucaramanga   | Jaraguay                       | 10 de febrero | 20:10 | Win Sports+              |
| Envigado F. C.    | 2 : 1 | Independiente Medellín | Metropolitano Ciudad de Itagüí | 11 de febrero | 14:00 | Win Sports+ y Win Sports |
| Once Caldas       | 1 : 2 | Águilas Doradas        | Palogrande                     | 11 de febrero | 18:20 | Win Sports+ y Win Sports |
| América de Cali   | 1 : 1 | La Equidad             | Olímpico Pascual Guerrero      | 11 de febrero | 20:30 | Win Sports+              |
| Boyacá Chicó      | 3 : 1 | Deportivo Pereira      | La Independencia               | 12 de febrero | 14:00 | Win Sports+ y Win Sports |
| Atlético Nacional | 1 : 1 | Deportivo Cali         | Atanasio Girardot              | 12 de febrero | 20:10 | Win Sports+              |
| Santa Fe          | 0 : 2 | Deportivo Pasto        | Nemesio Camacho El Campín      | 14 de febrero | 20:00 | Win Sports+ y Win Sports |
| Deportes Tolima   | 1 : 1 | Millonarios            | Manuel Murillo Toro            | 29 de marzo   | 20:00 | Win Sports+              |

| Atlético Huila         | 0 : 0 | Deportes Tolima   | Guillermo Plazas Alcid         | 17 de febrero | 20:00 | Win Sports+ y Win Sports |
| Envigado F. C.         | 0 : 0 | Alianza Petrolera | Metropolitano Ciudad de Itagüí | 18 de febrero | 14:00 | Win Sports+ y Win Sports |
| Independiente Medellín | 0 : 1 | América de Cali   | Atanasio Girardot              | 18 de febrero | 16:10 | Win Sports+              |
| Millonarios            | 2 : 1 | Jaguares          | Nemesio Camacho El Campín      | 18 de febrero | 18:20 | Win Sports+              |
| Deportivo Pasto        | 1 : 0 | Junior            | Departamental Libertad         | 18 de febrero | 20:30 | Win Sports+              |
| Deportivo Pereira      | 3 : 1 | Once Caldas       | Hernán Ramírez Villegas        | 19 de febrero | 14:00 | Win Sports+              |
| La Equidad             | 0 : 1 | Santa Fe          | Metropolitano de Techo         | 19 de febrero | 16:10 | Win Sports+              |
| Atlético Bucaramanga   | 1 : 1 | Atlético Nacional | Alfonso López                  | 19 de febrero | 19:30 | Win Sports+              |
| Deportivo Cali         | 1 : 1 | Águilas Doradas   | Deportivo Cali                 | 20 de febrero | 20:05 | Win Sports+ y Win Sports |
| Unión Magdalena        | 0 : 0 | Boyacá Chicó      | Sierra Nevada                  | 10 de mayo    | 18:00 | Win Sports+ y Win Sports |

| Águilas Doradas   | 1 : 0 | Atlético Bucaramanga   | Alberto Grisales               | 24 de febrero | 20:00 | Win Sports+ y Win Sports |
| Junior            | 1 : 0 | La Equidad             | Metropolitano Roberto Meléndez | 25 de febrero | 16:00 | Win Sports+              |
| Jaguares          | 2 : 0 | Deportivo Pereira      | Jaraguay                       | 25 de febrero | 18:10 | Win Sports+ y Win Sports |
| América de Cali   | 1 : 0 | Envigado F. C.         | Olímpico Pascual Guerrero      | 25 de febrero | 20:20 | Win Sports+              |
| Santa Fe          | 0 : 0 | Unión Magdalena        | Nemesio Camacho El Campín      | 26 de febrero | 14:00 | Win Sports+ y Win Sports |
| Once Caldas       | 1 : 0 | Millonarios            | Palogrande                     | 26 de febrero | 16:10 | Win Sports+              |
| Deportes Tolima   | 1 : 2 | Deportivo Cali         | Manuel Murillo Toro            | 26 de febrero | 18:20 | Win Sports+              |
| Alianza Petrolera | 0 : 1 | Independiente Medellín | Daniel Villa Zapata            | 26 de febrero | 20:30 | Win Sports+              |
| Atlético Nacional | 3 : 1 | Atlético Huila         | Atanasio Girardot              | 27 de febrero | 17:00 | Win Sports+              |
| Boyacá Chicó      | 1 : 1 | Deportivo Pasto        | La Independencia               | 27 de febrero | 18:00 | Win Sports               |

| Atlético Bucaramanga   | 0 : 1 | Once Caldas       | Alfonso López                  | 3 de marzo  | 20:10 | Win Sports+ y Win Sports |
| La Equidad             | 1 : 1 | Alianza Petrolera | Metropolitano de Techo         | 4 de marzo  | 14:00 | Win Sports+ y Win Sports |
| Envigado F. C.         | 3 : 2 | Santa Fe          | Metropolitano Ciudad de Itagüí | 4 de marzo  | 16:10 | Win Sports+              |
| Unión Magdalena        | 1 : 1 | Jaguares          | Sierra Nevada                  | 4 de marzo  | 18:20 | Win Sports+              |
| Independiente Medellín | 3 : 0 | Águilas Doradas   | Atanasio Girardot              | 4 de marzo  | 20:30 | Win Sports+              |
| Millonarios            | 2 : 0 | Deportivo Cali    | Nemesio Camacho El Campín      | 5 de marzo  | 15:30 | Win Sports+              |
| Deportivo Pasto        | 0 : 1 | Atlético Nacional | Departamental Libertad         | 5 de marzo  | 17:40 | Win Sports+              |
| Deportivo Pereira      | 1 : 1 | Deportes Tolima   | Hernán Ramírez Villegas        | 5 de marzo  | 19:50 | Win Sports+ y Win Sports |
| Atlético Huila         | 3 : 2 | Boyacá Chicó      | Guillermo Plazas Alcid         | 6 de marzo  | 20:00 | Win Sports+ y Win Sports |
| América de Cali        | 2 : 0 | Junior            | Olímpico Pascual Guerrero      | 23 de marzo | 20:10 | Win Sports+              |

| Jaguares          | 1 : 2 | Atlético Huila         | Jaraguay                       | 10 de marzo | 19:40 | Win Sports+ y Win Sports |
| Deportivo Cali    | 1 : 1 | Atlético Bucaramanga   | Deportivo Cali                 | 11 de marzo | 16:00 | Win Sports+              |
| Atlético Nacional | 0 : 0 | Millonarios            | Atanasio Girardot              | 11 de marzo | 18:10 | Win Sports+              |
| Boyacá Chicó      | 2 : 0 | Independiente Medellín | La Independencia               | 11 de marzo | 20:20 | Win Sports+              |
| Águilas Doradas   | 2 : 1 | Deportivo Pereira      | Alberto Grisales               | 12 de marzo | 16:00 | Win Sports+              |
| Junior            | 1 : 2 | Envigado F. C.         | Metropolitano Roberto Meléndez | 12 de marzo | 18:10 | Win Sports+              |
| Alianza Petrolera | 2 : 1 | Unión Magdalena        | Daniel Villa Zapata            | 12 de marzo | 20:20 | Win Sports+ y Win Sports |
| Once Caldas       | 0 : 1 | Deportivo Pasto        | Palogrande                     | 13 de marzo | 20:10 | Win Sports+ y Win Sports |
| Deportes Tolima   | 1 : 0 | La Equidad             | Manuel Murillo Toro            | 14 de marzo | 18:00 | Win Sports+              |
| Santa Fe          | 2 : 0 | América de Cali        | Nemesio Camacho El Campín      | 14 de marzo | 20:10 | Win Sports+              |

| Deportivo Pereira      | 0 : 2 | Atlético Nacional | Hernán Ramírez Villegas        | 17 de marzo | 20:00 | Win Sports+              |
| Envigado F. C.         | 0 : 1 | Boyacá Chicó      | Polideportivo Sur              | 18 de marzo | 14:00 | Win Sports+ y Win Sports |
| La Equidad             | 0 : 0 | Unión Magdalena   | Metropolitano de Techo         | 18 de marzo | 16:10 | Win Sports+ y Win Sports |
| Deportivo Pasto        | 2 : 1 | Deportivo Cali    | Departamental Libertad         | 18 de marzo | 18:20 | Win Sports+              |
| Junior                 | 1 : 1 | Santa Fe          | Metropolitano Roberto Meléndez | 18 de marzo | 20:30 | Win Sports+              |
| América de Cali        | 1 : 0 | Alianza Petrolera | Olímpico Pascual Guerrero      | 19 de marzo | 15:30 | Win Sports+              |
| Millonarios            | 2 : 2 | Águilas Doradas   | Nemesio Camacho El Campín      | 19 de marzo | 17:45 | Win Sports+              |
| Independiente Medellín | 1 : 0 | Jaguares          | Atanasio Girardot              | 19 de marzo | 20:00 | Win Sports+              |
| Atlético Bucaramanga   | 1 : 1 | Deportes Tolima   | Alfonso López                  | 20 de marzo | 18:10 | Win Sports+              |
| Atlético Huila         | 2 : 1 | Once Caldas       | Guillermo Plazas Alcid         | 20 de marzo | 20:20 | Win Sports+              |

| Águilas Doradas   | 1 : 0 | Envigado F. C.         | Alberto Grisales          | 24 de marzo | 20:10 | Win Sports+ y Win Sports |
| Once Caldas       | 1 : 1 | Deportivo Pereira      | Palogrande                | 25 de marzo | 14:00 | Win Sports+              |
| Alianza Petrolera | 2 : 0 | Atlético Bucaramanga   | Daniel Villa Zapata       | 25 de marzo | 16:10 | Win Sports+              |
| Atlético Nacional | 1 : 1 | Independiente Medellín | Atanasio Girardot         | 25 de marzo | 18:20 | Win Sports+              |
| Deportes Tolima   | 2 : 1 | Atlético Huila         | Manuel Murillo Toro       | 25 de marzo | 20:30 | Win Sports+ y Win Sports |
| Unión Magdalena   | 2 : 2 | Junior                 | Sierra Nevada             | 26 de marzo | 15:15 | Win Sports+              |
| Deportivo Cali    | 1 : 1 | América de Cali        | Deportivo Cali            | 26 de marzo | 17:30 | Win Sports+              |
| Santa Fe          | 1 : 2 | Millonarios            | Nemesio Camacho El Campín | 26 de marzo | 19:45 | Win Sports+              |
| Jaguares          | 0 : 1 | Deportivo Pasto        | Jaraguay                  | 27 de marzo | 20:05 | Win Sports+ y Win Sports |
| Boyacá Chicó      | 3 : 1 | La Equidad             | La Independencia          | 28 de marzo | 19:15 | Win Sports+ y Win Sports |

| Deportivo Pasto        | 0 : 0 | Deportivo Pereira | Departamental Libertad         | 31 de marzo | 18:00 | Win Sports+ y Win Sports |
| Santa Fe               | 1 : 0 | Boyacá Chicó      | Nemesio Camacho El Campín      | 31 de marzo | 20:10 | Win Sports+              |
| Envigado F. C.         | 0 : 0 | Once Caldas       | Polideportivo Sur              | 1 de abril  | 14:00 | Win Sports+ y Win Sports |
| Independiente Medellín | 1 : 1 | Deportes Tolima   | Atanasio Girardot              | 1 de abril  | 16:10 | Win Sports+              |
| La Equidad             | 0 : 0 | Atlético Nacional | Nemesio Camacho El Campín      | 1 de abril  | 18:20 | Win Sports+              |
| Atlético Bucaramanga   | 0 : 2 | Millonarios       | Alfonso López                  | 1 de abril  | 20:30 | Win Sports+              |
| América de Cali        | 0 : 0 | Jaguares          | Olímpico Pascual Guerrero      | 2 de abril  | 16:00 | Win Sports+              |
| Unión Magdalena        | 3 : 1 | Águilas Doradas   | Sierra Nevada                  | 2 de abril  | 18:10 | Win Sports+ y Win Sports |
| Atlético Huila         | 1 : 0 | Deportivo Cali    | Guillermo Plazas Alcid         | 2 de abril  | 20:20 | Win Sports+ y Win Sports |
| Junior                 | 1 : 0 | Alianza Petrolera | Metropolitano Roberto Meléndez | 3 de abril  | 20:10 | Win Sports+              |

| Águilas Doradas   | 2 : 1 | Atlético Huila         | Alberto Grisales          | 7 de abril  | 17:00 | Win Sports+ y Win Sports |
| Once Caldas       | 1 : 1 | Unión Magdalena        | Palogrande                | 8 de abril  | 14:00 | Win Sports+ y Win Sports |
| Jaguares          | 2 : 0 | Envigado F. C.         | Jaraguay                  | 8 de abril  | 16:10 | Win Sports+ y Win Sports |
| Deportivo Cali    | 0 : 0 | La Equidad             | Deportivo Cali            | 8 de abril  | 18:20 | Win Sports+              |
| Millonarios       | 2 : 1 | Independiente Medellín | Nemesio Camacho El Campín | 8 de abril  | 20:30 | Win Sports+              |
| Deportivo Pereira | 1 : 1 | Atlético Bucaramanga   | Hernán Ramírez Villegas   | 9 de abril  | 14:00 | Win Sports+              |
| Alianza Petrolera | 3 : 1 | Santa Fe               | Daniel Villa Zapata       | 9 de abril  | 18:20 | Win Sports+              |
| Atlético Nacional | 0 : 1 | Junior                 | Atanasio Girardot         | 10 de abril | 18:00 | Win Sports+              |
| Deportes Tolima   | 3 : 1 | Deportivo Pasto        | Manuel Murillo Toro       | 10 de abril | 20:05 | Win Sports+ y Win Sports |
| Boyacá Chicó      | 1 : 1 | América de Cali        | La Independencia          | 19 de abril | 20:00 | Win Sports+              |

| La Equidad             | 4 : 1 | Once Caldas          | Metropolitano de Techo         | 11 de abril | 16:00 | Win Sports+ y Win Sports |
| Atlético Huila         | 1 : 1 | Millonarios          | Guillermo Plazas Alcid         | 11 de abril | 18:10 | Win Sports+              |
| América de Cali        | 1 : 3 | Águilas Doradas      | Olímpico Pascual Guerrero      | 11 de abril | 20:20 | Win Sports+              |
| Unión Magdalena        | 0 : 3 | Deportivo Pereira    | Sierra Nevada                  | 12 de abril | 15:30 | Win Sports+              |
| Independiente Medellín | 3 : 0 | Deportivo Cali       | Atanasio Girardot              | 12 de abril | 20:00 | Win Sports+              |
| Envigado F. C.         | 2 : 1 | Deportes Tolima      | Polideportivo Sur              | 13 de abril | 15:30 | Win Sports+              |
| Deportivo Pasto        | 1 : 0 | Atlético Bucaramanga | Departamental Libertad         | 13 de abril | 18:00 | Win Sports+ y Win Sports |
| Junior                 | 1 : 1 | Boyacá Chicó         | Metropolitano Roberto Meléndez | 13 de abril | 20:10 | Win Sports+              |
| Alianza Petrolera      | 3 : 0 | Jaguares             | Daniel Villa Zapata            | 14 de abril | 20:05 | Win Sports+ y Win Sports |
| Santa Fe               | 0 : 2 | Atlético Nacional    | Nemesio Camacho El Campín      | 11 de mayo  | 20:00 | Win Sports+              |

| Deportivo Cali       | 2 : 1        | Unión Magdalena        | Deportivo Cali            | 15 de abril | 18:00 | Win Sports+              |
| Deportivo Pereira    | 2 : 2        | Santa Fe               | Hernán Ramírez Villegas   | 15 de abril | 20:10 | Win Sports+              |
| Atlético Bucaramanga | 1 : 2        | Independiente Medellín | Alfonso López             | 16 de abril | 14:00 | Win Sports+              |
| Deportes Tolima      | 0 : 1        | Junior                 | Manuel Murillo Toro       | 16 de abril | 16:10 | Win Sports+              |
| Águilas Doradas      | 2 : 0        | Boyacá Chicó           | Alberto Grisales          | 16 de abril | 20:30 | Win Sports+ y Win Sports |
| Atlético Huila       | 1 : 1        | Deportivo Pasto        | Guillermo Plazas Alcid    | 17 de abril | 19:40 | Win Sports+ y Win Sports |
| Once Caldas          | 0 : 3 (W.O.) | Alianza Petrolera      | Palogrande                | 18 de abril | 18:00 | Win Sports+ y Win Sports |
| Jaguares             | 1 : 1        | La Equidad             | Jaraguay                  | 18 de abril | 20:10 | Win Sports+ y Win Sports |
| Millonarios          | 1 : 1        | Envigado F. C.         | Nemesio Camacho El Campín | 4 de mayo   | 18:05 | Win Sports+              |
| Atlético Nacional    | 2 : 1        | América de Cali        | Atanasio Girardot         | 4 de mayo   | 20:15 | Win Sports+              |

| Deportivo Pasto        | 0 : 0 | Águilas Doradas      | Departamental Libertad         | 21 de abril | 19:40 | Win Sports+ y Win Sports |
| La Equidad             | 2 : 1 | Atlético Huila       | Metropolitano de Techo         | 22 de abril | 14:00 | Win Sports+ y Win Sports |
| Alianza Petrolera      | 0 : 3 | Deportivo Cali       | Daniel Villa Zapata            | 22 de abril | 16:10 | Win Sports+ y Win Sports |
| Junior                 | 1 : 0 | Jaguares             | Metropolitano Roberto Meléndez | 22 de abril | 18:20 | Win Sports+              |
| Santa Fe               | 3 : 0 | Atlético Bucaramanga | Nemesio Camacho El Campín      | 22 de abril | 20:30 | Win Sports+              |
| Envigado F. C.         | 0 : 0 | Atlético Nacional    | Polideportivo Sur              | 23 de abril | 16:00 | Win Sports+              |
| Unión Magdalena        | 1 : 1 | Millonarios          | Sierra Nevada                  | 23 de abril | 18:10 | Win Sports+              |
| Boyacá Chicó           | 2 : 0 | Deportes Tolima      | La Independencia               | 23 de abril | 20:20 | Win Sports+ y Win Sports |
| América de Cali        | 2 : 1 | Deportivo Pereira    | Olímpico Pascual Guerrero      | 24 de abril | 20:10 | Win Sports+              |
| Independiente Medellín | 2 : 2 | Once Caldas          | Atanasio Girardot              | 11 de mayo  | 18:00 | Win Sports+              |

| Atlético Bucaramanga | 1 : 1 | Alianza Petrolera      | Alfonso López             | 25 de abril | 16:00 | Win Sports+ y Win Sports |
| Deportivo Pasto      | 1 : 1 | La Equidad             | Departamental Libertad    | 25 de abril | 18:10 | Win Sports+ y Win Sports |
| Atlético Huila       | 2 : 3 | Independiente Medellín | Guillermo Plazas Alcid    | 25 de abril | 20:20 | Win Sports+              |
| Once Caldas          | 1 : 1 | Boyacá Chicó           | Palogrande                | 26 de abril | 14:00 | Win Sports+ y Win Sports |
| Deportes Tolima      | 1 : 1 | Jaguares               | Manuel Murillo Toro       | 26 de abril | 16:10 | Win Sports+              |
| Águilas Doradas      | 3 : 1 | Santa Fe               | Alberto Grisales          | 26 de abril | 18:20 | Win Sports+              |
| Atlético Nacional    | 2 : 0 | Unión Magdalena        | Atanasio Girardot         | 26 de abril | 20:30 | Win Sports+              |
| Deportivo Pereira    | 0 : 0 | Envigado F. C.         | Hernán Ramírez Villegas   | 27 de abril | 16:00 | Win Sports+ y Win Sports |
| Deportivo Cali       | 3 : 2 | Junior                 | Deportivo Cali            | 27 de abril | 18:10 | Win Sports+              |
| Millonarios          | 4 : 3 | América de Cali        | Nemesio Camacho El Campín | 27 de abril | 20:20 | Win Sports+              |

| Santa Fe               | 2 : 0 | Deportes Tolima      | Nemesio Camacho El Campín      | 29 de abril | 14:00 | Win Sports+              |
| Unión Magdalena        | 2 : 1 | Deportivo Pasto      | Sierra Nevada                  | 29 de abril | 16:10 | Win Sports+ y Win Sports |
| Alianza Petrolera      | 2 : 1 | Águilas Doradas      | Daniel Villa Zapata            | 29 de abril | 18:20 | Win Sports+              |
| Independiente Medellín | 1 : 3 | Atlético Nacional    | Atanasio Girardot              | 29 de abril | 20:30 | Win Sports+              |
| La Equidad             | 2 : 0 | Deportivo Pereira    | Metropolitano de Techo         | 30 de abril | 14:00 | Win Sports+              |
| Junior                 | 1 : 0 | Millonarios          | Metropolitano Roberto Meléndez | 30 de abril | 16:10 | Win Sports+              |
| América de Cali        | 5 : 2 | Deportivo Cali       | Olímpico Pascual Guerrero      | 30 de abril | 18:20 | Win Sports+              |
| Boyacá Chicó           | 0 : 0 | Atlético Bucaramanga | La Independencia               | 30 de abril | 20:30 | Win Sports+ y Win Sports |
| Envigado F. C.         | 0 : 1 | Atlético Huila       | Polideportivo Sur              | 1 de mayo   | 15:00 | Win Sports+ y Win Sports |
| Jaguares               | 1 : 0 | Once Caldas          | Jaraguay                       | 1 de mayo   | 17:15 | Win Sports+ y Win Sports |

| Águilas Doradas      | 1 : 1 | La Equidad             | Alberto Grisales          | 5 de mayo | 18:30 | Win Sports+ y Win Sports |
| Atlético Bucaramanga | 3 : 0 | Unión Magdalena        | Alfonso López             | 6 de mayo | 16:05 | Win Sports+ y Win Sports |
| Deportes Tolima      | 2 : 1 | Alianza Petrolera      | Manuel Murillo Toro       | 6 de mayo | 18:15 | Win Sports+ y Win Sports |
| Once Caldas          | 2 : 0 | Junior                 | Palogrande                | 6 de mayo | 20:25 | Win Sports+              |
| Deportivo Pereira    | 3 : 1 | Independiente Medellín | Hernán Ramírez Villegas   | 7 de mayo | 14:00 | Win Sports+              |
| Atlético Nacional    | 3 : 1 | Boyacá Chicó           | Atanasio Girardot         | 7 de mayo | 16:10 | Win Sports+              |
| Millonarios          | 1 : 0 | Santa Fe               | Nemesio Camacho El Campín | 7 de mayo | 18:20 | Win Sports+              |
| Deportivo Pasto      | 4 : 0 | Jaguares               | Departamental Libertad    | 7 de mayo | 20:30 | Win Sports+ y Win Sports |
| Deportivo Cali       | 2 : 0 | Envigado F. C.         | Deportivo Cali            | 8 de mayo | 18:15 | Win Sports+              |
| Atlético Huila       | 0 : 2 | América de Cali        | Guillermo Plazas Alcid    | 8 de mayo | 20:30 | Win Sports+              |

| Envigado F. C.         | 1 : 2 | Águilas Doradas      | Polideportivo Sur              | 12 de mayo | 16:00 | Win Sports+ y Win Sports |
| Jaguares               | 1 : 1 | Deportivo Cali       | Jaraguay                       | 12 de mayo | 18:05 | Win Sports+ y Win Sports |
| La Equidad             | 1 : 0 | Atlético Bucaramanga | Metropolitano de Techo         | 12 de mayo | 20:15 | Win Sports+ y Win Sports |
| Unión Magdalena        | 1 : 1 | Deportes Tolima      | Sierra Nevada                  | 13 de mayo | 16:10 | Win Sports+              |
| Boyacá Chicó           | 1 : 1 | Millonarios          | La Independencia               | 13 de mayo | 18:20 | Win Sports+              |
| Junior                 | 0 : 0 | Deportivo Pereira    | Metropolitano Roberto Meléndez | 13 de mayo | 20:30 | Win Sports+              |
| Independiente Medellín | 1 : 0 | Deportivo Pasto      | Atanasio Girardot              | 14 de mayo | 14:00 | Win Sports+              |
| América de Cali        | 0 : 0 | Once Caldas          | Olímpico Pascual Guerrero      | 14 de mayo | 16:10 | Win Sports+              |
| Alianza Petrolera      | 2 : 1 | Atlético Nacional    | Daniel Villa Zapata            | 14 de mayo | 18:20 | Win Sports+              |
| Santa Fe               | 5 : 0 | Atlético Huila       | Nemesio Camacho El Campín      | 14 de mayo | 20:30 | Win Sports+              |

| Independiente Medellín | 4 : 0 | Unión Magdalena   | Atanasio Girardot         | 17 de mayo | 19:00 | Win Sports                       |
| Millonarios            | 0 : 0 | La Equidad        | Nemesio Camacho El Campín | 17 de mayo | 19:00 | Win Sports+                      |
| Deportes Tolima        | 2 : 2 | Atlético Nacional | Manuel Murillo Toro       | 17 de mayo | 19:00 | Win Sports Online y Winsports.co |
| Atlético Huila         | 0 : 2 | Junior            | Guillermo Plazas Alcid    | 17 de mayo | 19:00 | Win Sports Online y Winsports.co |
| Deportivo Pereira      | 2 : 1 | Alianza Petrolera | Hernán Ramírez Villegas   | 17 de mayo | 19:00 | Win Sports Online y Winsports.co |
| Once Caldas            | 3 : 1 | Santa Fe          | Palogrande                | 17 de mayo | 19:00 | Win Sports Online y Winsports.co |
| Atlético Bucaramanga   | 2 : 1 | América de Cali   | Alfonso López             | 17 de mayo | 19:00 | Win Sports Online y Winsports.co |
| Deportivo Cali         | 0 : 0 | Boyacá Chicó      | Deportivo Cali            | 17 de mayo | 19:00 | Win Sports Online y Winsports.co |
| Águilas Doradas        | 3 : 0 | Jaguares          | Alberto Grisales          | 17 de mayo | 19:00 | Win Sports Online y Winsports.co |
| Deportivo Pasto        | 2 : 1 | Envigado F. C.    | Departamental Libertad    | 17 de mayo | 19:00 | Win Sports Online y Winsports.co |

1. ↑  El partido entre Santa Fe y Deportivo Cali programado para el 21 de marzo a las 20:00 horas fue aplazado por fuerte lluvia y se reprogramó para el 22 de marzo a las 10:15 horas.[24]
2. ↑  El partido entre Deportes Tolima y Millonarios inicialmente programado para el 12 de febrero a las 18:00 horas fue suspendido antes de su inicio por agresión de un aficionado al jugador Daniel Cataño, del club Millonarios.[25] La Dimayor reprogramó el partido para el 29 de marzo a las 20:00 horas.[26]
3. ↑  El partido entre Once Caldas y Alianza Petrolera fue finalizado por falta de garantías al minuto 89 de juego con el marcador 1:2 por invasión al campo de juego por parte de aficionados del club Once Caldas. La Comisión Disciplinaria del campeonato sancionó al Once Caldas con pérdida del partido por «retirada o renuncia» y un marcador de 0:3.[27]
4. ↑  El partido entre Atlético Nacional y América de Cali inicialmente programado para el 16 de abril a las 18:20 horas fue suspendido antes de su inicio por incidentes por parte de aficionados del club Atlético Nacional y se reprogramó para el 4 de mayo a las 20:15 horas.[28][29]

## Cuadrangulares semifinales
- La hora de cada encuentro corresponde al huso horario que rige a Colombia (UTC-5).

La segunda fase del Torneo Apertura 2023 fueron los cuadrangulares semifinales. Estos los disputaron los ocho mejores equipos del torneo distribuidos en dos grupos de cuatro equipos. Los dos primeros de la fase todos contra todos fueron cabezas de los grupos A y B, respectivamente, mientras que los seis equipos restantes fueron sorteados según su posición para integrar los dos grupos: el 3.° fue emparejado con el 4.° y lo sembró en el otro grupo y de igual manera con el 5.° y 6.° y el 7.° y 8.°.
Tras tener cada grupo formado con sus cuatro equipos participantes, se llevaron a cabo enfrentamientos con el formato todos contra todos, a ida y vuelta, dando como resultado seis fechas en disputa. Los equipos ganadores de cada grupo al final de las seis fechas obtuvieron el cupo a la final del torneo.
En esta fase, los equipos cabeza de serie (Águilas Doradas y Millonarios) tuvieron ventaja deportiva sobre sus rivales de grupo dado que en caso de un empate en puntos, la posición sería decidida a favor del equipo cabeza de serie por haber ocupado la mejor posición en la fase todos contra todos.
|  |                                     |
|  | Clasificados a la final del torneo. |
|  | Eliminados.                         |

### Grupo A
| Pos. | Equipo            | Pts. | PJ | G | E | P | GF | GC | Dif. |  |
| ---- | ----------------- | ---- | -- | - | - | - | -- | -- | ---- |  |
| 1    | Atlético Nacional | 12   | 6  | 3 | 3 | 0 | 7  | 4  | +3   |  |
| 2    | Alianza Petrolera | 10   | 6  | 2 | 4 | 0 | 8  | 5  | +3   |  |
| 3    | Deportivo Pasto   | 6    | 6  | 1 | 3 | 2 | 6  | 5  | +1   |  |
| 4    | Águilas Doradas   | 2    | 6  | 0 | 2 | 4 | 4  | 11 | −7   |  |

| Equipo / Jornada  | 1 | 2 | 3 | 4 | 5 | 6 |
| ----------------- | - | - | - | - | - | - |
| Atlético Nacional | 2 | 2 | 2 | 2 | 2 | 1 |
| Alianza Petrolera | 1 | 1 | 1 | 1 | 1 | 2 |
| Deportivo Pasto   | 3 | 3 | 3 | 3 | 3 | 3 |
| Águilas Doradas   | 4 | 4 | 4 | 4 | 4 | 4 |

| Primera | Deportivo Pasto   | 1 : 1 | Atlético Nacional | Departamental Libertad | 20 de mayo  | 17:00 | Win Sports+ |
| Primera | Alianza Petrolera | 5 : 3 | Águilas Doradas   | Daniel Villa Zapata    | 22 de mayo  | 18:00 | Win Sports+ |
| Segunda | Águilas Doradas   | 0 : 0 | Deportivo Pasto   | Alberto Grisales       | 27 de mayo  | 18:05 | Win Sports+ |
| Segunda | Atlético Nacional | 1 : 1 | Alianza Petrolera | Atanasio Girardot      | 28 de mayo  | 18:05 | Win Sports+ |
| Tercera | Deportivo Pasto   | 0 : 0 | Alianza Petrolera | Departamental Libertad | 1 de junio  | 18:15 | Win Sports+ |
| Tercera | Atlético Nacional | 1 : 0 | Águilas Doradas   | Atanasio Girardot      | 1 de junio  | 20:30 | Win Sports+ |
| Cuarta  | Águilas Doradas   | 0 : 1 | Atlético Nacional | Alberto Grisales       | 4 de junio  | 18:05 | Win Sports+ |
| Cuarta  | Alianza Petrolera | 1 : 0 | Deportivo Pasto   | Daniel Villa Zapata    | 4 de junio  | 20:15 | Win Sports+ |
| Quinta  | Deportivo Pasto   | 3 : 0 | Águilas Doradas   | Departamental Libertad | 10 de junio | 19:30 | Win Sports+ |
| Quinta  | Alianza Petrolera | 0 : 0 | Atlético Nacional | Daniel Villa Zapata    | 12 de junio | 19:30 | Win Sports+ |
| Sexta   | Atlético Nacional | 3 : 2 | Deportivo Pasto   | Atanasio Girardot      | 17 de junio | 20:00 | Win Sports+ |
| Sexta   | Águilas Doradas   | 1 : 1 | Alianza Petrolera | Alberto Grisales       | 17 de junio | 20:00 | Win Sports  |

1. ↑  El partido Águilas Doradas vs. Deportivo Pasto fue suspendido al minuto 18 de juego por lluvia torrencial. Se reanudó el 28 de mayo a las 10:00 horas.[31]

### Grupo B
| Pos. | Equipo                 | Pts. | PJ | G | E | P | GF | GC | Dif. |  |
| ---- | ---------------------- | ---- | -- | - | - | - | -- | -- | ---- |  |
| 1    | Millonarios            | 13   | 6  | 4 | 1 | 1 | 9  | 6  | +3   |  |
| 2    | América de Cali        | 10   | 6  | 3 | 1 | 2 | 8  | 6  | +2   |  |
| 3    | Boyacá Chicó           | 8    | 6  | 2 | 2 | 2 | 6  | 6  | 0    |  |
| 4    | Independiente Medellín | 2    | 6  | 0 | 2 | 4 | 3  | 8  | −5   |  |

| Equipo / Jornada       | 1 | 2 | 3 | 4 | 5 | 6 |
| ---------------------- | - | - | - | - | - | - |
| Millonarios            | 1 | 1 | 1 | 1 | 1 | 1 |
| América de Cali        | 3 | 2 | 2 | 3 | 3 | 2 |
| Boyacá Chicó           | 4 | 3 | 3 | 2 | 2 | 3 |
| Independiente Medellín | 2 | 4 | 4 | 4 | 4 | 4 |

| Primera | Independiente Medellín | 2 : 2 | Millonarios            | Atanasio Girardot         | 20 de mayo  | 20:00 | Win Sports+ |
| Primera | Boyacá Chicó           | 1 : 1 | América de Cali        | La Independencia          | 21 de mayo  | 18:00 | Win Sports+ |
| Segunda | Millonarios            | 1 : 0 | Boyacá Chicó           | Nemesio Camacho El Campín | 27 de mayo  | 20:15 | Win Sports+ |
| Segunda | América de Cali        | 2 : 0 | Independiente Medellín | Olímpico Pascual Guerrero | 28 de mayo  | 20:15 | Win Sports+ |
| Tercera | Boyacá Chicó           | 1 : 0 | Independiente Medellín | La Independencia          | 31 de mayo  | 18:15 | Win Sports+ |
| Tercera | América de Cali        | 0 : 1 | Millonarios            | Olímpico Pascual Guerrero | 31 de mayo  | 20:30 | Win Sports+ |
| Cuarta  | Independiente Medellín | 0 : 0 | Boyacá Chicó           | Atanasio Girardot         | 3 de junio  | 18:20 | Win Sports+ |
| Cuarta  | Millonarios            | 2 : 1 | América de Cali        | Nemesio Camacho El Campín | 3 de junio  | 20:30 | Win Sports+ |
| Quinta  | Boyacá Chicó           | 2 : 1 | Millonarios            | La Independencia          | 11 de junio | 18:30 | Win Sports+ |
| Quinta  | Independiente Medellín | 0 : 1 | América de Cali        | Atanasio Girardot         | 12 de junio | 17:00 | Win Sports+ |
| Sexta   | Millonarios            | 2 : 1 | Independiente Medellín | Nemesio Camacho El Campín | 17 de junio | 17:15 | Win Sports+ |
| Sexta   | América de Cali        | 3 : 2 | Boyacá Chicó           | Olímpico Pascual Guerrero | 17 de junio | 17:15 | Win Sports  |

## Final
- La hora de cada encuentro corresponde al huso horario que rige a Colombia (UTC-5).

| 21 de junio de 2023 | Atlético Nacional | 0:0     | Millonarios | Estadio Atanasio Girardot, Medellín                                           |                                                                               |
| 20:00               |                   | Reporte |             | Asistencia: 44 157 espectadores Árbitro(s): Carlos Ortega VAR: Keiner Jiménez | Asistencia: 44 157 espectadores Árbitro(s): Carlos Ortega VAR: Keiner Jiménez |

| 24 de junio de 2023 | Millonarios                                 | 1:1 (0:1) (3:2 p.)         | Atlético Nacional                               | Estadio El Campín, Bogotá                                                     |                                                                               |
| 19:00               | Llinás 70'                                  | Reporte                    | Je. Duque 31'                                   | Asistencia: 33 644 espectadores Árbitro(s): Carlos Betancur VAR: John Perdomo | Asistencia: 33 644 espectadores Árbitro(s): Carlos Betancur VAR: John Perdomo |
|                     |                                             | Tiros desde el punto penal |                                                 |                                                                               |                                                                               |
|                     | Valencia · Arias · Pereira · Ruiz · Vásquez |                            | Pabón · Banguero · Je. Duque · Zapata · Barrera |                                                                               |                                                                               |

|                                 |
| Bandera de Colombia             |
| Campeón Millonarios 16.º título |

## Estadísticas

### Goleadores
| Jugador         | Equipos                | Goles | PJ | Media |
| --------------- | ---------------------- | ----- | -- | ----- |
| Marco Pérez     | Águilas Doradas        | 13    | 23 | 0.57  |
| Gonzalo Lencina | Atlético Bucaramanga   | 9     | 19 | 0.47  |
| Dayro Moreno    | Once Caldas            | 9     | 20 | 0.45  |
| Edwar López     | Deportivo Pasto        | 9     | 25 | 0.36  |
| Diber Cambindo  | Independiente Medellín | 8     | 17 | 0.47  |
| Jefferson Duque | Atlético Nacional      | 8     | 21 | 0.38  |
| Facundo Suárez  | América de Cali        | 8     | 25 | 0.32  |
| Isaac Camargo   | Unión Magdalena        | 7     | 19 | 0.37  |
| Leonardo Castro | Millonarios            | 6     | 16 | 0.38  |
| Hugo Rodallega  | Santa Fe               | 6     | 18 | 0.33  |

Fuente: Dimayor

### Asistencias
| Jugador          | Equipos           | Asistencias | PJ |
| ---------------- | ----------------- | ----------- | -- |
| Darwin Quintero  | América de Cali   | 8           | 21 |
| Edwin Torres     | Alianza Petrolera | 8           | 21 |
| Faber Gil        | Atlético Huila    | 5           | 19 |
| Rubén Manjarrés  | Alianza Petrolera | 5           | 24 |
| Daniel Cataño    | Millonarios       | 4           | 17 |
| Johan Bocanegra  | Deportivo Pereira | 4           | 18 |
| Adrián Ramos     | América de Cali   | 4           | 20 |
| David Silva      | Millonarios       | 4           | 20 |
| Jesús Rivas      | Águilas Doradas   | 4           | 25 |
| Sebastián Támara | Boyacá Chicó      | 4           | 26 |

Fuente: Dimayor